# Aspidoproctus neavei
Aspidoproctus neavei är en insektsart som beskrevs av Robert Newstead 1917. Aspidoproctus neavei ingår i släktet Aspidoproctus och familjen pärlsköldlöss.
Artens utbredningsområde är Malawi. Inga underarter finns listade i Catalogue of Life.